# INSITU

INSITU est un documentaire réalisé par Antoine Viviani en 2011, produit par Providences en coproduction avec Arte et diffusé sur Internet. 
INSITU est un projet documentaire transmedia pour Internet et le cinéma. INSITU, le film, est un documentaire poétique de 90 minutes sur l'espace urbain en Europe vu à travers différentes expériences artistiques. En ligne, une version du film spéciale est proposée, enrichie par des séquences interactives. 
INSITU confronte les visions, les obsessions et les délires d'artistes ou d'habitants venant d’horizons très divers à la parole de philosophes, urbanistes, architectes, pour tenter de dégager ce que ces expériences in situ racontent de notre époque, de l'urbain européen aujourd'hui.
Parmi les nombreux participants, on peut citer Pamelia Kurstin, les souffleurs, Irmela Mensah Schramm, Alain Damasio, ex nihilo, Paul Ardenne, Zevs, Stéphane Degoutin et Gwenola Wagon (Nogo voyages), Johann Lorbeer, Jean-Luc Courcoult et le Royal de luxe, Philippe Vasset, La Compagnie Beaugeste, le compositeur de villes Llorenç Barber ainsi que Duncan Speakman et ses Subtlemobs[réf. nécessaire].

## Fiche technique
- Réalisation : Antoine Viviani
- Scénario : Antoine Viviani, Aurélie Florent
- Production : Arte
- Montage : Lucas Archambault
- Date de sortie : 8 juillet 2011
- Durée : 89 minutes

## Distinctions
INSITU a été primé à plusieurs festivals en tant que film, parmi lesquels l'IDFA en 2011 (Best Digital Documentary Award), et l'Open City Doc Fest de Londres en 2012 (Best City Film Award).